# Cerâmica de estúdio

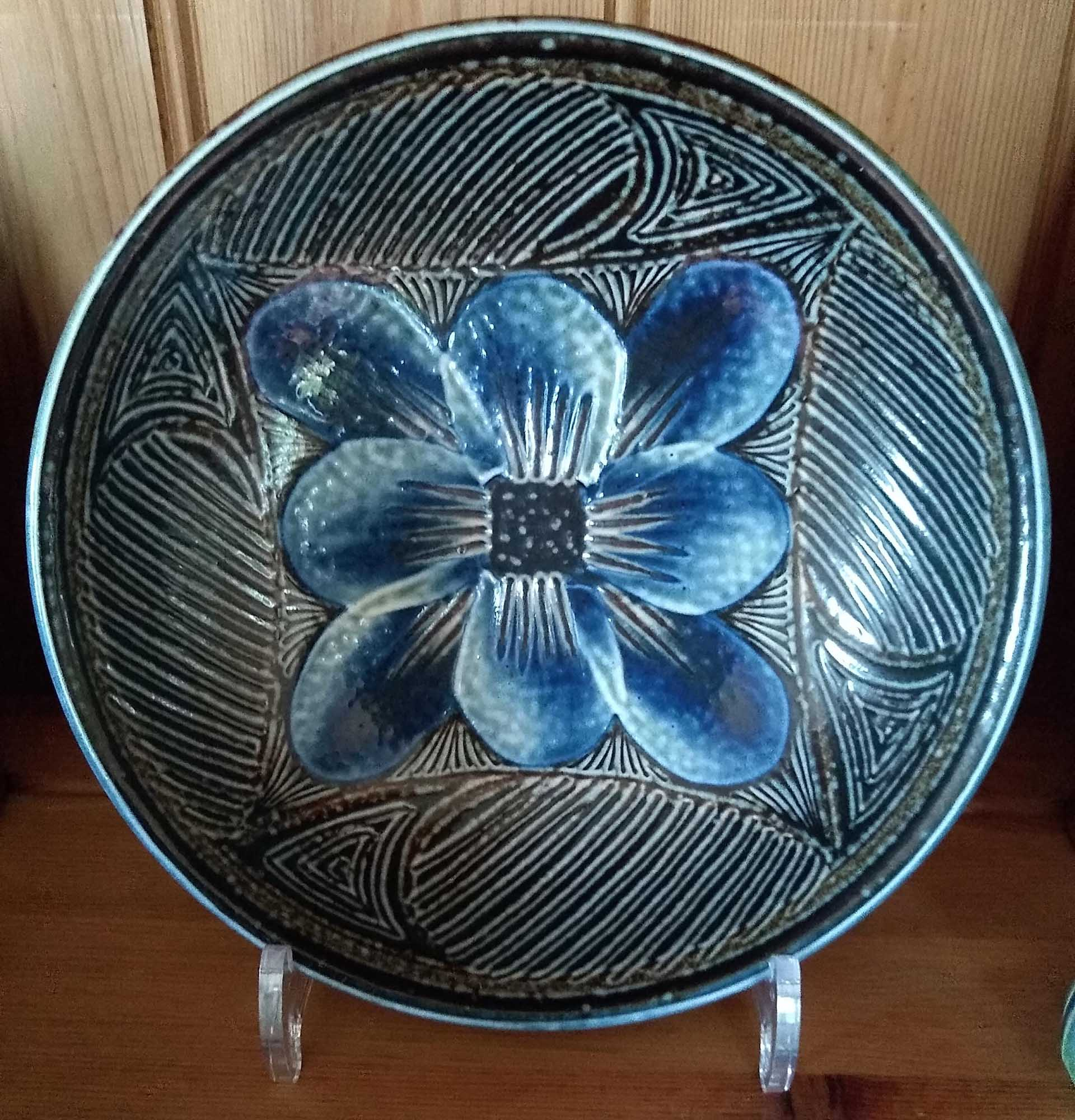
Uma tigela Doulton Lambeth projetada e modelada por Agnete Hoy por volta de 1956. Cerâmica do Reino Unido, Royal Doulton, Studio Pottery

Cerâmica de estúdio, cerâmica de autor, cerâmica autoral e, por vezes, cerâmica artística, são termos que visam designar uma certa modalidade de produção de objetos de cerâmica, nos tempos contemporâneos, que caracteriza-se por ser realizada por artistas ou artesãos, profissionais e amadores, que trabalham sozinhos ou em pequenos grupos, em estúdios ou ateliês, fazendo peças únicas ou de pequenas tiragens. Normalmente, todas as etapas de fabricação são realizadas pelos próprios artistas.

## Histórico
O termo "cerâmica de estúdio" é a tradução literal do inglês "studio pottery", modelo de produção cerâmica centrado no artista-ceramista individual que surgiu no início do século XX na Inglaterra, influenciado pela corrente artística Arts & Crafts e, mais tardiamente, pelo movimento japonês Mingei, e disseminou-se amplamente pelo mundo. Essa produção se caracteriza pela importância dada ao nome do artista no lugar da manufatura, na substituição da relação mestre-aprendiz pela de professor-estudante, e pelo trabalho, geralmente, de uma única pessoa no processos de concepção de produto, modelagem, esmaltação e queima em contraposição, muitas vezes crítica, ao modo fabril, especializado e massificado da cerâmica industrial.
A origem deste modo particular de produção é discutível. É comum atribui-lo aos ceramistas franceses pioneiros do final do século XIX, como Félix-Auguste Delaherche e Théodore Deck. Porém, apesar da reconhecida influência na cerâmica industrial inglesa, eles em pouco influenciaram a produção inglesa da cerâmica de estúdio.  O termo se tornou corrente nos anos de 1920, na Inglaterra, para diferenciar-se da produção então em voga caracterizada como "art pottery", que designava a manufatura diversa de objetos decorativos reconhecidos por seu valor "artístico".